# Jan Karol Woyna
Jan Karol Woyna herbu Trąby (ur. 6 stycznia 1665 w Jasienicy Solnej, zm. w 1693 r. w Gdańsku) – polski szlachcic, tłumacz, wydawca i językoznawca, leksykograf, filolog, pedagog.
Urodził się w rodzinie szlacheckiej Woynów herbu Trąby w Jasienicy Solnej na Rusi (gmina Dereżyce). Wyjechał na studia w Królewcu, potem podróżował do Niemiec i Włoch, gdzie doskonale opanował obce języki.
Gdy został nauczycielem języka polskiego w Gdańsku, zauważył brak podręczników do gramatyki dla obcokrajowców, szczególnie dla Włochów i Niemców. Napisał polskie gramatyki po łacinie (Gdańsk 1690) i po niemiecku (Gdańsk 1693). W gramatyce łacińskiej umieścił słownik 300 wyrazów, korzystając z Thaesaurusa Grzegorza Knapskiego (ok. 1564-1639), Adagia Polonica (1632 r.), które uznał za „vocabula polonicae barbara, obsoleta et inusitata” (1665-1693).
W 1746 r. został wydany jego podręcznik do nauki języka polskiego po niemiecku, składający się z czterech części: w pierwszej znajduje się Onomasticum, czyli słownik wyrazów polskich i niemieckich, uporządkowanych według części mowy, w drugiej gramatyka języka polskiego, w trzeciej polskie i niemieckie przysłowia, a w czwartej rozmówki polsko-niemieckie.